# Wenn mein Lied deine Seele küsst
Albums de Mireille Mathieu
Nah bei dir
(2009)
Wenn mein Lied deine Seele küsst est le vingt-neuvième album studio en langue allemande de la chanteuse française Mireille Mathieu, publié en Allemagne le 11 octobre 2013 par la maison de disques Sony Music. Cet album a la particularité de contenir huit anciens titres de la chanteuse réenregistrées en 2013.

## Autour de l'album
Sur cet album composé de quatorze chansons, huit sont d'anciennes chansons de la chanteuse réenregistrés en 2013 : Santa Maria, Hinter den Kulissen von Paris, Es geht mir gut, Chéri, Der Zar und das Mädchen, Walzer der Liebe, Tarata-Ting, Tarata-Tong, La Paloma ade et Gott im Himmel.
Les six autres chansons sont l'œuvre d'artistes ayant déjà travaillés pour la chanteuse comme Rudolph Müssig, Christoph Leis-Bendorff, Dietmar Kawohl, Peter Bischof ou encore Mats Bjoeklund.
Mireille Mathieu composera même une des chansons de cet album : Etwas Licht.

## Crédits
Les arrangements de l'album sont de Jan-Eric Kohrs, Sebastian Lang et Carl Albrecht.
Les chœurs sont composés de Robbie Smith, Loretta French, Manou Coldewey, Nay Cire et Nathalie Dorra.
La photo de la pochette est de Gilles Bensimon.

## Chansons de l'album
| 1.          | Wenn mein Lied deine Seele küsst        | Dietmar Kawohl, Peter Bischof, Mats Björklund | 3 min 24 s |
| 2.          | Santa Maria (Version 2013)              | Christian Bruhn, Günther Behrle               | 3 min 44 s |
| 3.          | Hinter den Kulissen von Paris           | Christian Bruhn, Georg Buschor                | 2 min 46 s |
| 4.          | Was mein Verstand nicht sagen will      | Dietmar Kawohl, Udo Brinkmann                 | 4 min 11 s |
| 5.          | Es geht mir gut, Chéri (Version 2013)   | Christian Bruhn, Georg Buschor                | 3 min 14 s |
| 6.          | Der Zar und das Mädchen (Version 2013)  | Christian Bruhn, Georg Buschor                | 3 min 20 s |
| 7.          | Etwas Licht                             | Mireille Mathieu, Udo Brinkmann               | 4 min 06 s |
| 8.          | Walzer der Liebe (Version 2013)         | Christian Bruhn, Robert Jung                  | 3 min 23 s |
| 9.          | Tarata-Ting, Tarata-Tong (Version 2013) | Christian Bruhn, Georg Buschor                | 3 min 03 s |
| 10.         | Ich schenke dir Venedig                 | Dietmar Kawohl, Maya Singh                    | 2 min 34 s |
| 11.         | La Paloma Ade (Version 2013)            | Christian Bruhn, Georg Buschor                | 3 min 30 s |
| 12.         | Gott im Himmel (Version 2013)           | Christoph Leis-Bendorff, Rudolf Müssig        | 3 min 43 s |
| 13.         | Endlich bin ich stark genug             | Dietmar Kawohl, Peter Bischof, Johan Daansen  | 4 min 05 s |
| 14.         | Ich hab' meinen Platz gefunden          | Christoph Leis-Bendorff, Rudolf Müssig        | 3 min 50 s |
| 48 min 52 s |                                         |                                               |            |